# ジューケンキャンパススタジオ
ジューケンキャンパススタジオは、中国放送（RCC）で放送されていた夜のラジオ番組。

## 概要
10月より3月までのナイターオフの時期に放送された。時間は19時30分より21時まで。放送曜日は年により異なる。タイトルの「ジューケン」の通り、スポンサーは建材メーカーの住建産業（現在のウッドワン）の単独スポンサーだった。1990年より放送開始。その頃は、猫本由美や松本裕見子などが担当していたが、余り人気番組にはなっていない。その頃の放送は、広島市中区のウィズワンダーランド（現ドン・キホーテ広島八丁堀店）の公開スタジオで放送されていた。
1993年10月 - 、1994年10月 - 、1995年10月 - の3期、RCCアナウンサーの横山雄二が担当し、局アナらしくない型破りなトーク（下ネタ、上司いびり等）などの飾らず本音で語るキャラクターで人気番組に押し上げた。1995年1月に番組の企画でCD「広島の空」を発売し、本番組のエンディングテーマとしても使用。ヴァージン・メガストア広島で年間シングル売上第2位を記録した。この曲はその後、横山が2003年から現在も担当している平日朝のワイド番組『平成ラヂオバラエティごぜん様さま』でもエンディング曲として使われている。元々スポーツアナだった横山は、その後バラエティアナウンサーとして活躍することになる。この放送期間に阪神・淡路大震災が発生し、リスナーより集めたラジオ3000台を横山本人が被災地に届けた。なお、この頃のオープニングテーマ曲はJourneyの『Any Way You Want It』（後に日本テレビ『スッキリ』でも使用）が使われていた。
1996年10月 - 1997年3月までは、TBSテレビ『おはようクジラ』の広島担当キャスターになった事で番組を離れた横山に代わってRCCアナウンサーの吉田幸が担当。フリーパーソナリティの高橋K介（当初は本名の「高橋恵介」と表記されていた。その後「ラジオチョモランマ」に出演）と2人で進行している。「ジューケンキャンパススタジオ」としての放送はその年が最後になる。
1997年10月 - 1998年3月には「吉田幸のモー・モー・モー」として放送され、その後、この時間帯のローカル枠は消滅し夕方に移動している。

## キャンスタ
番組にはキャンパススタッフ、略して「キャンスタ」と呼ばれ、多くの人が出演していた。ジューケンキャンパススタジオ終了後も、びしびしばしばしらんらんラジオや、さらにはローカルタレントに成った人も多い。広島ホームテレビのアナウンサーだった八木静佳もキャンスタだった。
※横山雄二は、男性のキャンスタのことを自分の苗字と「横浜銀蝿」とを掛けて「横山銀蝿」と呼んでいた。
当時ディレクターだった増井威司（現ラジオ制作部長）もしばしば出演し、その後横山の冠番組「天才横山雄二の王様の神業」にもパーソナリティとして出演していた。

## 進行役
- 1990年10月 - 1991年3月：金光一昭（後に〔エフエム山口アナウンサー〕を経てフリーランスのアナウンサー）、猫本由美
- 1991年10月 - 1992年3月：広田稔、猫本由美
- 1992年10月 - 1993年3月：小西啓介、松本裕見子
- 1993年10月 - 1994年3月：横山雄二、飯村徳穂
- 1994年10月 - 1995年3月：横山雄二、飯村徳穂
- 1995年10月 - 1996年3月：横山雄二、飯村徳穂
- 1996年10月 - 1997年3月：吉田幸、高橋恵介

## 放送曜日
- 1990年10月 - 1991年3月：月曜日 - 水曜日（木：あっちゃんのミュージックスコール、金：ハードデイズナイト金曜電リクパラダイス）
- 1991年10月 - 1992年3月：水曜日 - 金曜日（月・火：ドンと！電リク90分）
- 1992年10月 - 1993年3月：水曜日 - 金曜日（月・火：ドンと！電リク90分）
- 1993年10月 - 1994年3月：水曜日 - 金曜日（月・火：ドンと！電リクファンキーナイト）
- 1994年10月 - 1995年3月：月曜日 - 木曜日（金：ドンと！電リクファンキーナイト）
- 1995年10月 - 1996年3月：月曜日 - 木曜日（金：ドンと！電リクファンキーナイト）
- 1996年10月 - 1997年3月：月曜日 - 木曜日（金：CD-DOG COUNTDOWN ）

## コーナー
- 一徹のちゃぶ台
- ユキサオリ改め雪便り

etc